# Isabella Beeton

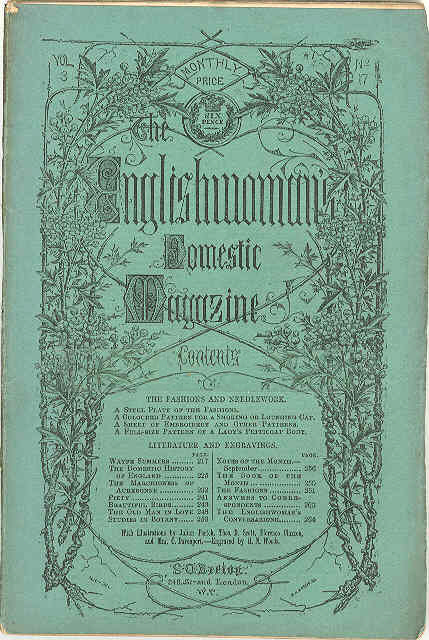
Página principal de la revista The Englishwoman's Domestic Magazine, septiembre 1861.

Isabella Mary Mayson (12 de marzo de 1836-6 de febrero de 1865), más conocida como Mrs Beeton, es la autora principal de Mrs Beeton's Book of Household Management y alcanzó la fama por sus libros acerca de cocina británica.

## Biografía
Isabella nació en el 24 Milk Street, Cheapside, Londres. Su padre, Benjamin Mayson, murió cuando ella era aún joven y su madre, Elizabeth Jerram, se volvió a casar con Henry Dorling. Isabella fue enviada a una escuela en Heidelberg, Alemania, donde hizo estudios de piano. Tras estos estudios iniciales, retornó a la casa de sus padres en Epsom.
En una visita realizada a la ciudad de Londres, le fue presentado Samuel Orchard Beeton, un editor de libros y revistas populares que posteriormente sería su marido (se casaron el 10 de julio de 1856). Ya por esta época empezó a escribir artículos sobre cocina y trucos sobre el mantenimiento del hogar en las publicaciones de su marido. En el periodo que va desde 1859-1861, ella se dedicó a escribir un suplemento para el The Englishwoman's Domestic Magazine. En octubre de 1861, el suplemento fue publicado en un simple volumen reuniendo en él toda la información acerca de los artículos anteriores, The Book of Household Management Comprising information for the Mistress, etc. (...).
Tras haber dado a luz a su cuarto hijo en enero de 1865, Isabella contrajo fiebre puerperal, muriendo una semana después a la edad de 28. Fue enterrada en el Cementerio de West Norwood con una simple lápida.

## Obra
Su obra publicada en Mrs Beeton's Book of Household Management es un conjunto de recetas, consejos, curiosidades y detalles acerca del cuidado de la casa, de los niños, los enfermos, etc., todo ello útil para conocer estos ambientes en la época victoriana. En casi 1112 páginas se reparten casi cerca de 900 recetas, la mayoría de ellas ilustradas y tienen un formato que hoy en día se sigue empleando.

## Ediciones

### Primeras ediciones
- The Englishwoman's Domestic Magazine, 1852–77, hg. 1852–56 von Samuel Beeton, 1856-60 de Samuel and Isabella Beeton, 32 páginas, edición mensual, distribución de 5000 copias (1852)-50,000 (1857).
- Beeton's Book of Household Management, Parte de las 24 ediciones mensuales, London: S. O. Beeton, 1859-1861
- Beeton's Book of Household Management, Edición limitada, London: S. O. Beeton, 1861.
- The Englishwoman's Cookery Book, London: S. O. Beeton, 1863.
- Mrs Beeton's Dictionary of Every-Day Cookery, 1865.

### Ediciones facsímil
- Mrs Beeton's Book of Household Management. Facsimile edition of the 1861 original edition, Cassell & Co, 2000. ISBN 0-304-35726-X.
- Mrs Beeton's Cookery Book - Diamond Jubilee Edition. Reimpresión de la Edición de 1897 procedente de los 60., Impala, 2006.
- Everyday Cookery and Housekeeping Book, Bracken Books, 1984.
- Beeton's Book of Needlework. Facsimile edition, London: Chancellor Press, 1986.